# Alexandre Picard (hockey sur glace, 05-07-1985)
Pour les articles homonymes, voir Picard (homonymie) et Alexandre Picard.
Alexandre R. Picard (né le 5 juillet 1985 à Gatineau, dans la province de Québec au Canada) est un joueur professionnel canadien de hockey sur glace.

## Carrière de joueur
En 2001, il débute en Ligue de hockey junior majeur du Québec avec les Mooseheads d'Halifax. Il participe avec l'équipe LHJMQ au Défi ADT Canada-Russie en 2003 et 2004. Il est choisi au cours du repêchage d'entrée 2003 dans la Ligue nationale de hockey par les Flyers de Philadelphie en 3e ronde, en 85e position. En 2004, il passe professionnel avec les Phantoms de Philadelphie de la Ligue américaine de hockey avant de faire ses débuts en LNH avec les Flyers.
Le 24 février 2008, les Flyers l'envoient en compagnie d'un choix conditionnel au repêchage de 2009 en retour de Václav Prospal au Lightning de Tampa Bay. En septembre 2008, il est échangé aux Sénateurs d'Ottawa en compagnie de Filip Kuba et d'un choix de première ronde au repêchage d'entrée dans la LNH 2009 en retour d'Andrej Meszároš. Le 12 février 2010, il est échangé avec un second tour au repêchage 2010 aux Hurricanes de la Caroline en retour de Matt Cullen.
Le 31 juillet 2010, il signe un contrat d'un an à deux volets avec les Canadiens de Montréal.
Un an plus tard, il change une nouvelle fois de club et rejoint les Penguins de Pittsburgh pour une saison.
Après avoir passé une saison dans l'organisation des Penguins, Picard s'expatrie en Europe, où il joua respectivement en KHL (Russie), EBEL (Autriche), DEL (Allemagne), NLA (Suisse), puis il fit un retour en Allemagne pour la saison 2017-2018. 
Embauché en 2020, il est maintenant un analyste pour TVA Sports.

## Trophées et honneurs personnels
- 2003 : repêché par les Flyers de Philadelphie de la Ligue nationale de hockey en 3e ronde, en 85e position.

## Statistiques
| Saison     | Équipe                            | Ligue      |     | Saison régulière | Saison régulière | Saison régulière | Saison régulière | Saison régulière |   | Séries éliminatoires | Séries éliminatoires | Séries éliminatoires | Séries éliminatoires | Séries éliminatoires |
| Saison     | Équipe                            | Ligue      | PJ  | B                | A                | Pts              | Pun              | PJ               | B | A                    | Pts                  | Pun                  |                      |                      |
| 2001-2002  | Mooseheads d'Halifax              | LHJMQ      | 59  | 2                | 12               | 14               | 28               | 13               | 2 | 3                    | 5                    | 6                    |                      |                      |
| 2002-2003  | Mooseheads d'Halifax              | LHJMQ      | 71  | 4                | 30               | 34               | 64               | 25               | 1 | 5                    | 6                    | 14                   |                      |                      |
| 2003-2004  | Screaming Eagles du Cap-Breton    | LHJMQ      | 57  | 10               | 26               | 36               | 44               | 5                | 0 | 0                    | 0                    | 0                    |                      |                      |
| 2004-2005  | Mooseheads d'Halifax              | LHJMQ      | 68  | 15               | 23               | 38               | 46               | 13               | 1 | 5                    | 6                    | 14                   |                      |                      |
| 2004-2005  | Phantoms de Philadelphie          | LAH        | -   | -                | -                | -                | -                | 2                | 0 | 0                    | 0                    | 0                    |                      |                      |
| 2005-2006  | Phantoms de Philadelphie          | LAH        | 75  | 7                | 26               | 33               | 82               | -                | - | -                    | -                    | -                    |                      |                      |
| 2005-2006  | Flyers de Philadelphie            | LNH        | 6   | 0                | 0                | 0                | 4                | -                | - | -                    | -                    | -                    |                      |                      |
| 2006-2007  | Phantoms de Philadelphie          | LAH        | 6   | 1                | 2                | 3                | 2                | -                | - | -                    | -                    | -                    |                      |                      |
| 2006-2007  | Flyers de Philadelphie            | LNH        | 62  | 3                | 19               | 22               | 17               | -                | - | -                    | -                    | -                    |                      |                      |
| 2007-2008  | Phantoms de Philadelphie          | LAH        | 53  | 8                | 30               | 38               | 31               | -                | - | -                    | -                    | -                    |                      |                      |
| 2007-2008  | Flyers de Philadelphie            | LNH        | 4   | 0                | 0                | 0                | 2                | -                | - | -                    | -                    | -                    |                      |                      |
| 2007-2008  | Admirals de Norfolk               | LAH        | 1   | 0                | 0                | 0                | 0                | -                | - | -                    | -                    | -                    |                      |                      |
| 2007-2008  | Lightning de Tampa Bay            | LNH        | 20  | 3                | 3                | 6                | 8                | -                | - | -                    | -                    | -                    |                      |                      |
| 2008-2009  | Sénateurs d'Ottawa                | LNH        | 47  | 6                | 8                | 14               | 8                | -                | - | -                    | -                    | -                    |                      |                      |
| 2009-2010  | Sénateurs d'Ottawa                | LNH        | 45  | 4                | 11               | 15               | 20               | -                | - | -                    | -                    | -                    |                      |                      |
| 2009-2010  | Hurricanes de la Caroline         | LNH        | 9   | 0                | 0                | 0                | 6                | -                | - | -                    | -                    | -                    |                      |                      |
| 2010-2011  | Canadiens de Montréal             | LNH        | 43  | 3                | 5                | 8                | 17               | -                | - | -                    | -                    | -                    |                      |                      |
| 2011-2012  | Penguins de Wilkes-Barre/Scranton | LAH        | 43  | 8                | 13               | 21               | 20               | 12               | 0 | 6                    | 6                    | 0                    |                      |                      |
| 2011-2012  | Penguins de Pittsburgh            | LNH        | 17  | 0                | 4                | 4                | 4                | -                | - | -                    | -                    | -                    |                      |                      |
| 2012-2013  | HC Lev Prague                     | KHL        | 11  | 1                | 1                | 2                | 4                | -                | - | -                    | -                    | -                    |                      |                      |
| 2013-2014  | Graz 99ers                        | EBEL       | 43  | 3                | 16               | 19               | 50               | -                | - | -                    | -                    | -                    |                      |                      |
| 2014-2015  | ERC Ingolstadt                    | DEL        | 29  | 0                | 13               | 13               | 24               | 18               | 3 | 6                    | 9                    | 10                   |                      |                      |
| 2015-2016  | HC Fribourg-Gottéron              | LNA        | 37  | 2                | 7                | 9                | 2                | 5                | 0 | 2                    | 2                    | 2                    |                      |                      |
| 2016-2017  | HC Fribourg-Gottéron              | LNA        | 35  | 1                | 4                | 5                | 12               | 9                | 0 | 1                    | 1                    | 2                    |                      |                      |
| 2017-2018  | Düsseldorfer EG                   | DEL        | 45  | 1                | 10               | 11               | 16               | -                | - | -                    | -                    | -                    |                      |                      |
| 2018-2019  | Düsseldorfer EG                   | DEL        | 50  | 0                | 8                | 8                | 30               | 7                | 0 | 1                    | 1                    | 8                    |                      |                      |
| Totaux LNH | Totaux LNH                        | Totaux LNH | 253 | 19               | 50               | 69               | 86               | -                | - | -                    | -                    | -                    |                      |                      |